# ミセス・レスリー・カーター
ミセス・レスリー・カーター（Mrs. Leslie Carter、1857年6月10日 - 1937年11月13日）は、アメリカ合衆国の女優。ケンタッキー州レキシントン出身。

## 出演作品
- 虚栄の市 / Becky Sharp
- DuBarry